# Comité Polar Português
O Comité Polar Português (Comité POLAR) é uma organização científica portuguesa que tem como objetivos o estudo e investigação científica das zonas polares (tanto no Ártico como nas regiões da Antártida), e a educação e divulgação científica sobre as mesmas nos seus diversos múltiplos aspetos (biologia, meteorologia, geologia, climatologia, geodesia, glaciologia, etc).
O Comité Polar Português tem na origem da sua estrutura o IV Ano Polar Internacional 2007-08, tendo sido fundado em 2005 para criar um Comité então designado "Comité Português para o Ano Polar Internacional" e para definir estratégias de intervenção conjuntas. O CPP inclui investigadores de diversos institutos ou laboratórios associados.
Antes desde período, a investigação portuguesa ao nível da ciência polar era realizada por muito poucos investigadores e encontrava-se relativamente dispersa e isolada, apesar das ligações individuais de cada investigador a um ou mais comités internacionais de investigação ou avaliação da ciência polar.
Os anos que se seguiram, quer durante quer imediatamente após o IV API foram marcados por uma série de acontecimentos, previstos no documento da Estratégia Polar Nacional, e que levaram a uma reestruturação do Comité Português para o Ano Polar Internacional, tais como a maior representatividade e consolidação internacional da ciência polar realizada em Portugal, com um aumento significativo da massa crítica e alargamento a novas áreas de investigação; o também reconhecimento nacional e internacional da atuação da comunidade científica em Portugal, não só ao nível da investigação polar como também na educação, divulgação e comunicação de ciência; a participação de Portugal pela primeira vez no evento IV Ano Polar Internacional, que foi marcada pela criação do projeto educativo português LATITUDE60! - Educação para o Planeta no Ano Polar Internacional 2007-08; a ratificação, em Diário da República, do Tratado da Antártida pela República Portuguesa, aumentando o reconhecimento e consequente apoio à ciência polar do país; e o encerramento oficial do Ano Polar Internacional 2007-08, com o balanço dos resultados verificados internacionalmente quer ao nível científico como de educação e divulgação, sendo que Portugal contou com uma representação significativa de 11 elementos em diferentes áreas de investigação.